# 清涼山駅
清涼山駅（せいりょうさんえき）は、中華人民共和国江蘇省南京市鼓楼区に位置する南京地下鉄7号線の駅である。将来的には13号線も当駅に乗り入れてくる計画である。

## 駅名
事業着手当初は南京地下鉄集団は「清涼山駅」の仮称を用いており、2019年11月28日に「清涼山駅」を駅名として第一次公示され、2020年1月18日に第一次公示のより駅名が「清涼山駅」に決定したことが発表された。

## 歴史
- 2024年12月28日 - 7号線の駅として開業。

### のりば
| 番線 | 路線             | 方面                          | 行先        |
| ---- | ---------------- | ----------------------------- | ----------- |
|      | 南京地下鉄13号線 | 方面                          | 行き        |
|      | 南京地下鉄13号線 | 方面                          | 行き        |
|      | 南京地下鉄7号線  | 莫愁湖・大士茶亭 方面         | 西善橋 行き |
|      | 南京地下鉄7号線  | 草場門・幕府山・幕府西路 方面 | 仙新路 行き |

## 隣の駅
南京地下鉄
■7号線
草場門駅 - 清涼山駅 - 莫愁湖駅